# Agfa Isolette
L'Agfa Isolette è stato un modello di macchina fotografica medio formato prodotta dalla Agfa, che per prima ha usato, nel 1966 con il modello Automatico 66, il controllo automatico dell'esposizione con un timer; la sua produzione ebbe inizio nel 1937.

## Storia
I modelli prodotti sono stati:
La Isolette:
- Isolette nel 1937 la prima chiamata Isorette poi Isolette, nei formati i formati 6x6 e 4.5x6.
- Isolette 4.5 nel 1946-1950 con il coperchio in alluminio.
- Isolette V dal 1950 il modello è stato costruito con diversi obiettivi.
- Isolette III dal 1951 al 1959 con due mirini
- Isolette I e II
- Super Isolette dal 1954 al 1957 con telemetro.

La Automatico 66, questa era una macchina fotografica pieghevole con (per la prima volta) il controllo automatico dell'esposizione, aveva un Solinar 3.5, venne prodotta in soli 5000 pezzi circa.

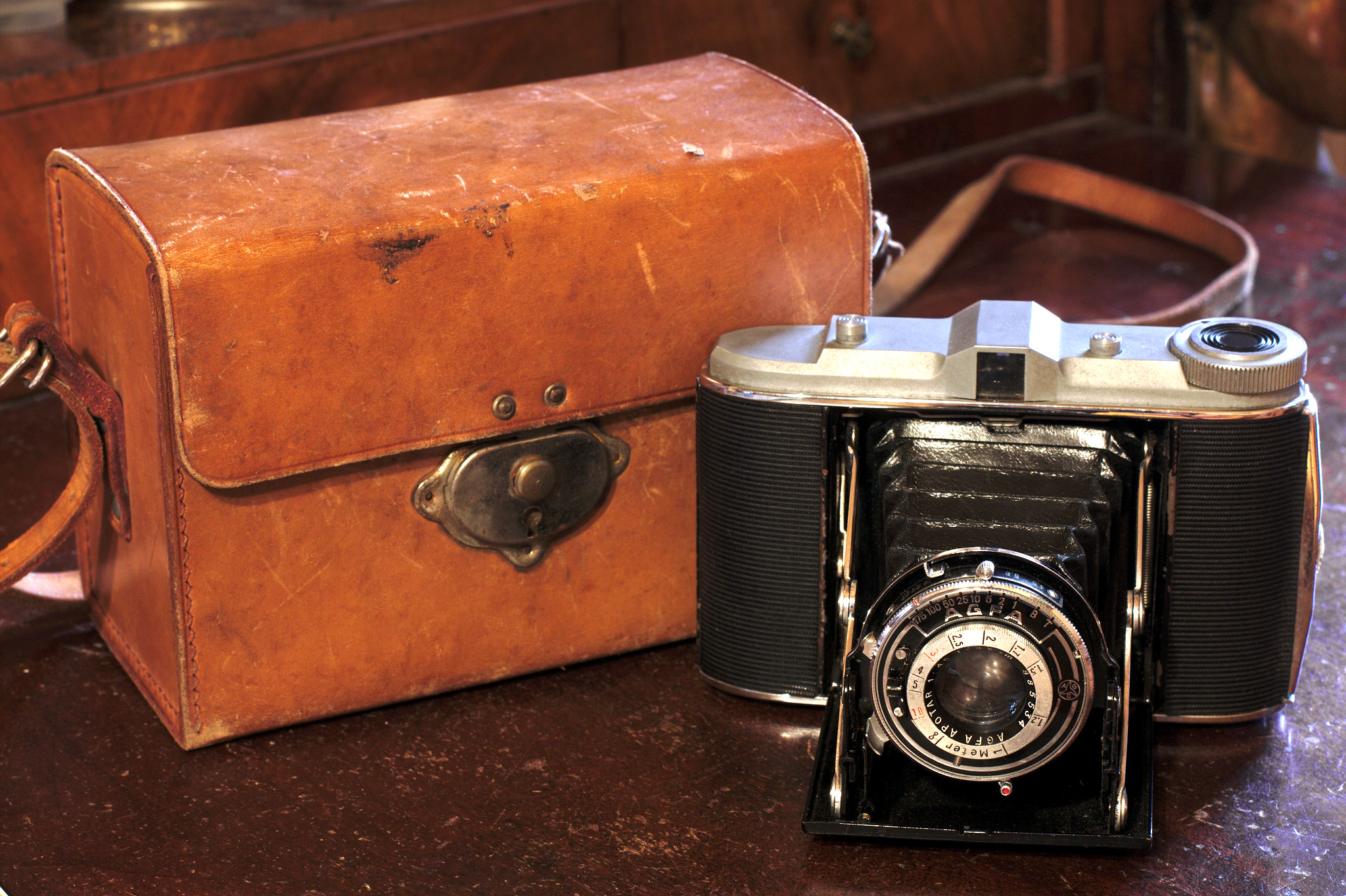
Agfa Isolette del 1937 con custodia
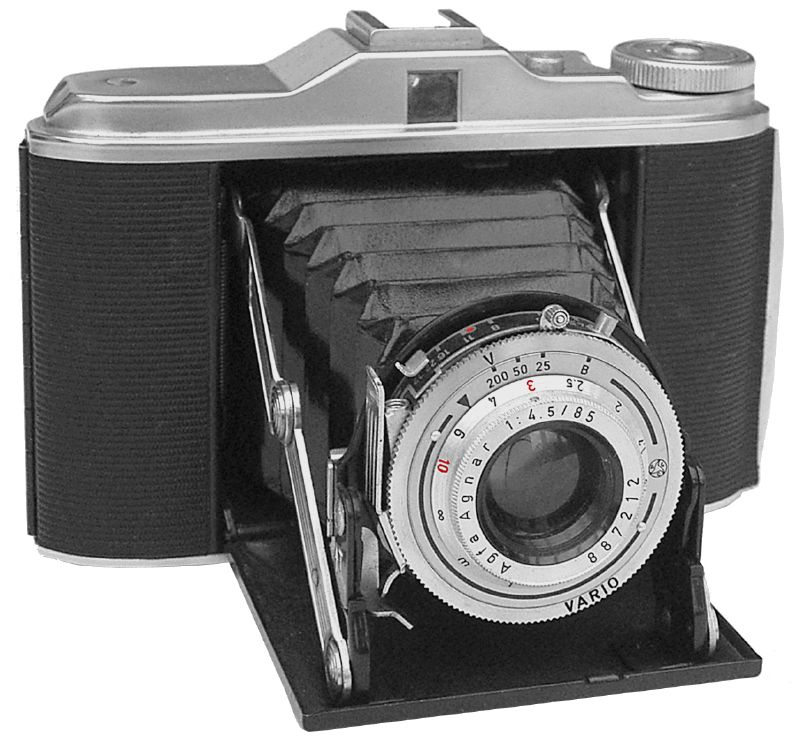
Agfa Isolette V
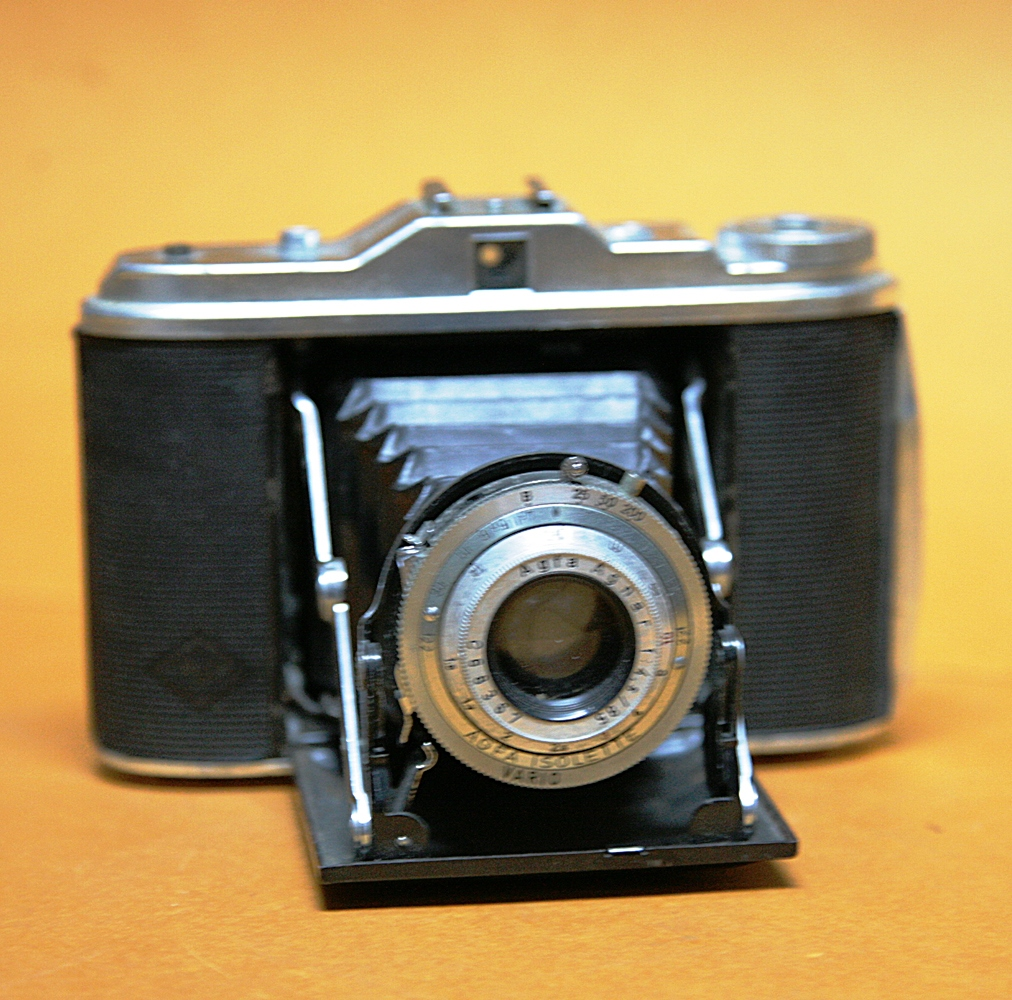
Agfa Isolette I
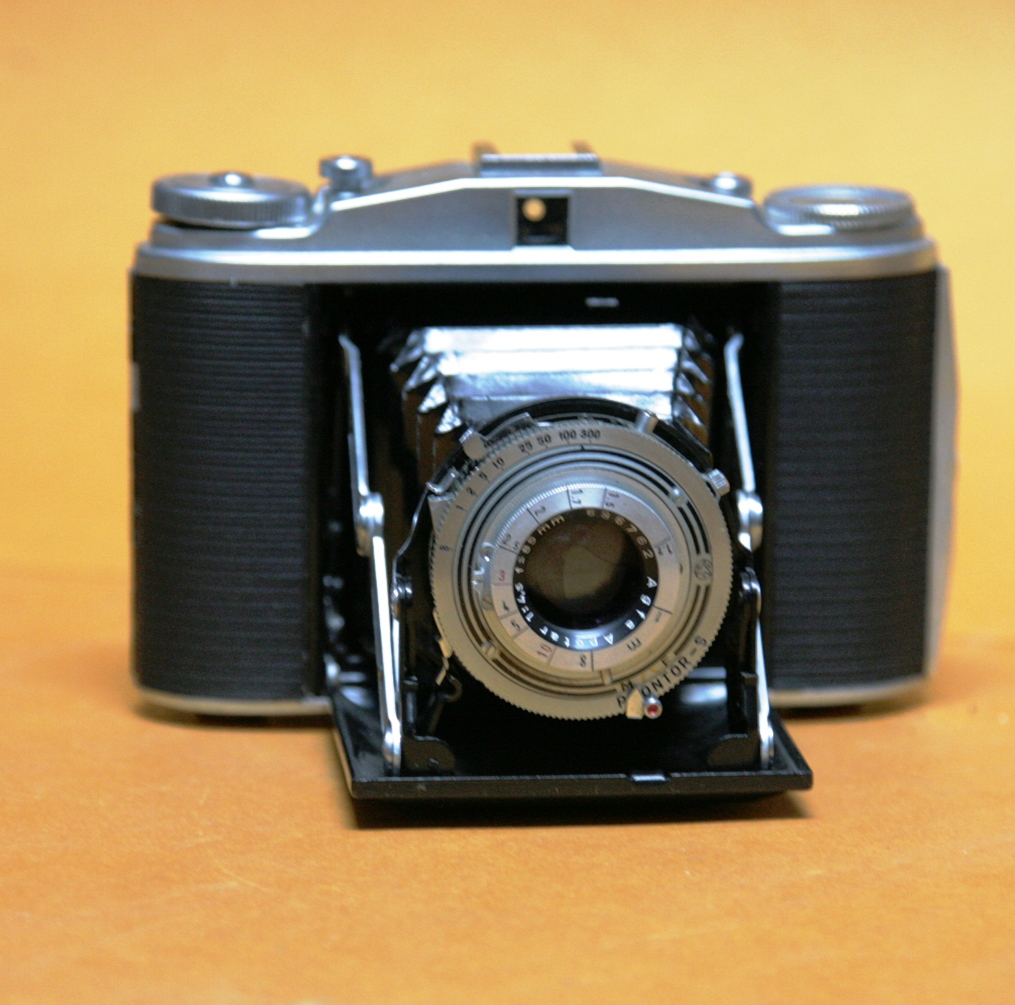
Agfa Isolette II
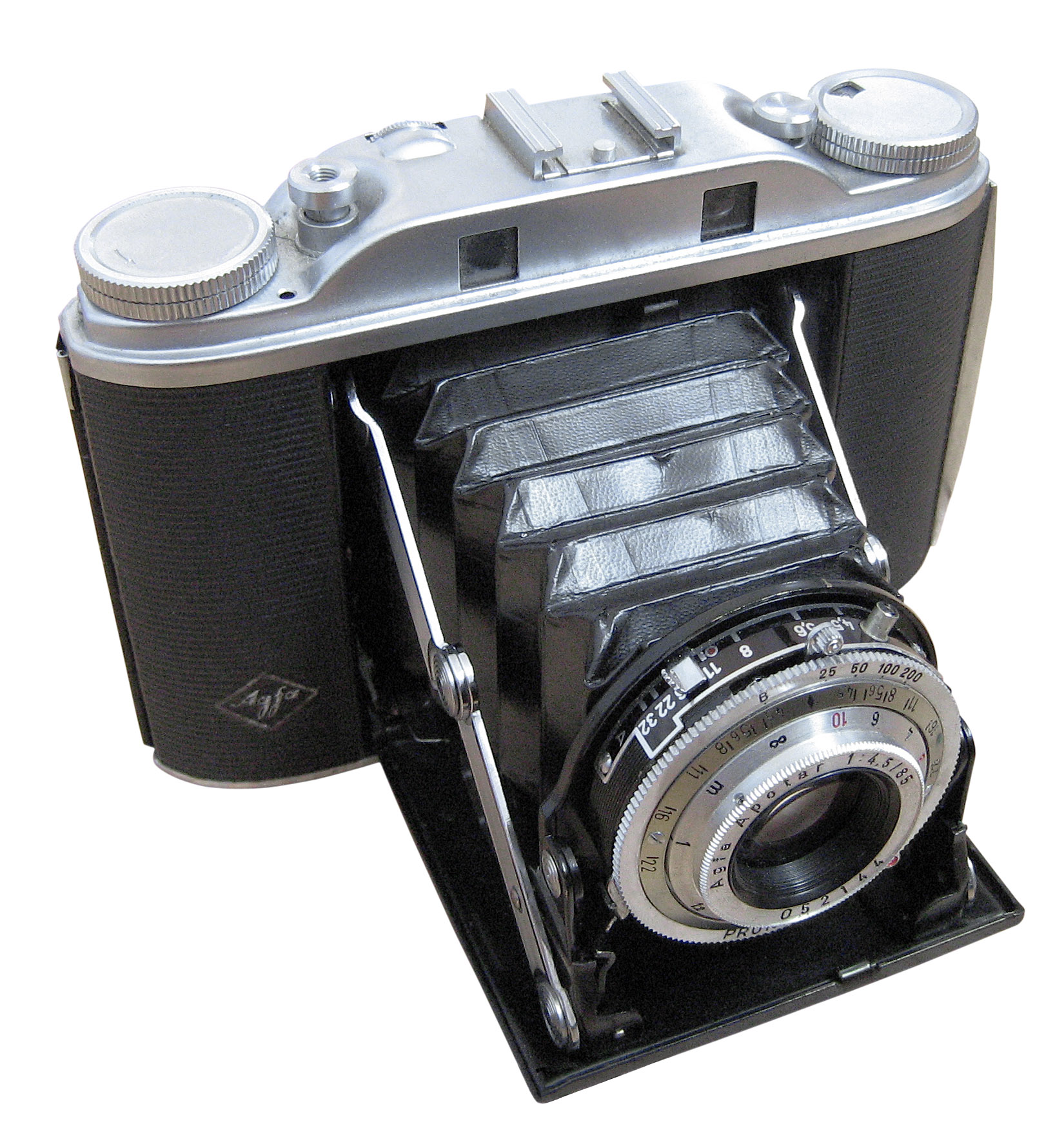
Agfa Isolette III
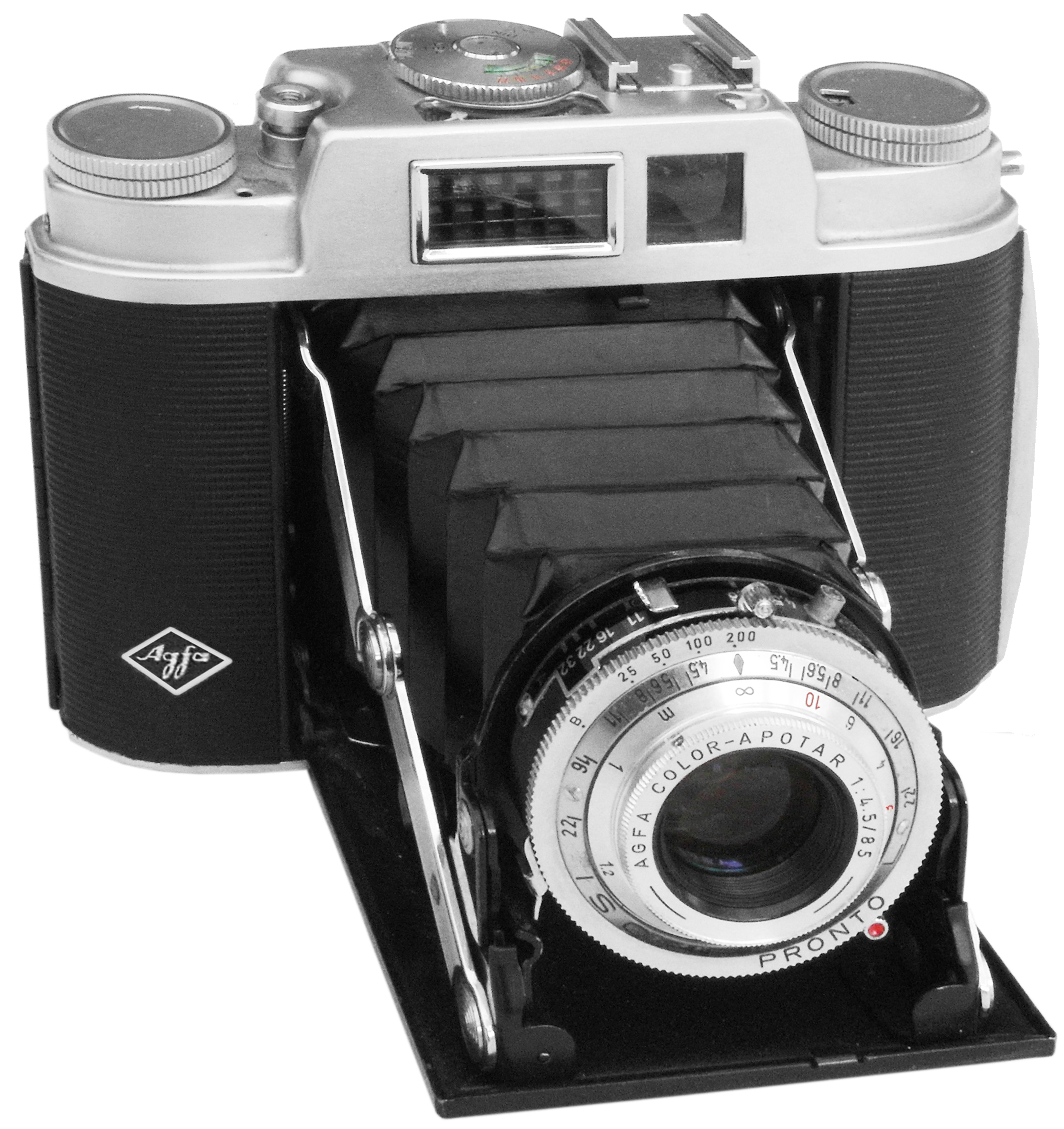
Agfa Isolette L
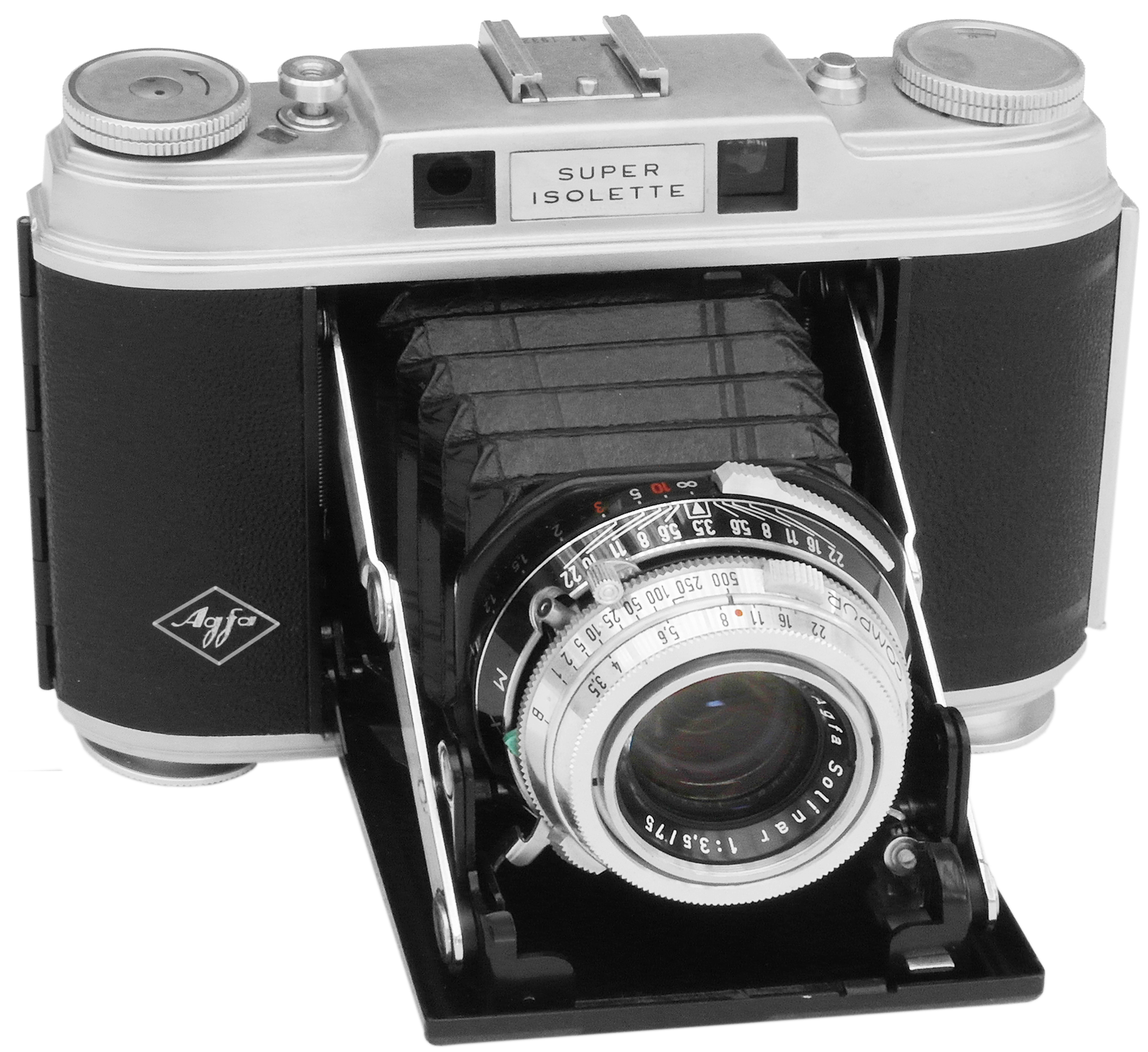
Agfa Super Isolette II